# Thomas Mun
Sir Thomas Mun (17 tháng 6, 1571 – 21 tháng 7 năm 1641) là một học giả kinh tế người Anh và thường được coi là người cuối cùng trong số những nhà trọng thương đầu tiên. Ông sớm nổi danh trong vai trò là Giám đốc Công ty Đông Ấn. Do niềm tin mạnh mẽ vào nhà nước và kinh nghiệm buôn bán trước đây, Mun đã nắm một vai trò nổi bật trong quá trình suy thoái kinh tế bắt đầu từ năm 1620. Nhằm bảo vệ cho Công ty Đông Ấn và khôi phục lại sự ổn định nền kinh tế của nước Anh, Mun đã cho xuất bản tác phẩm A Discourse of Trade from England unto the East-Indies (Khảo luận về thương mại từ Anh tới Đông Ấn). Thông qua nguyên tắc trọng thương, Mun đã tạo ra một loạt đề xuất gồm "những biện pháp làm giàu cho một vương quốc" tập trung vào việc đảm bảo rằng kim ngạch xuất khẩu vượt quá nhập khẩu. Nói cách khác, Mun đã biện hộ nhằm đạt được cán cân thương mại tích cực khiến cho sự giàu có của nước Anh gia tăng đều đặn. Mặc dù Thomas Mun không được các nhà kinh tế ngày nay đánh giá cao và không có những khám phá mở đường, nhưng ông thực sự đã để lại dấu ấn trong lịch sử kinh tế học. Ý tưởng về chính sách kinh tế của chính phủ nên được sử dụng để tạo ra thặng dư thương mại và về phương cách đạt được tăng trưởng kinh tế thông qua tăng tưởng xuất khẩu là hai đóng góp quan trọng có ý nghĩa lâu dài của ông trong lịch sử tư tưởng kinh tế.

## Tiểu sử
Thomas Mun chào đời ngày 17 tháng 6 năm 1571. Ông là con thứ ba trong một gia đình giàu có ở Luân Đôn. Cha của ông là John Mun kiếm sống nhờ vào nghề bán tơ lụa. Ông nội của ông, cũng tên là John Mun, làm việc cho Sở đúc tiền Hoàng gia Anh. Thông qua các mối quan hệ gia đình có thể giả định rằng Mun có được cái nhìn sâu sắc về các vấn đề liên quan đến tiền tệ và nền kinh tế nói chung. Ở tuổi bốn mươi mốt, ông kết hôn với Ursula Malcott và cả hai có với nhau ba người con: John, Ann và Mary. Hai vợ chồng quyết định dọn về sống ở giáo xứ St. Bishopsgate Helen. Bản thân Mun đã sớm trở thành một thương nhân bắt đầu vào khoảng năm 1596, trong vai trò là thành viên trong công ty của những nhà công nghiệp ngành dệt và tham gia vào thương mại vùng Địa Trung Hải, đặc biệt là tại Ý và Trung Đông, sau đó nhanh chóng tích lũy được khối lượng tài sản lớn. Sau đó ông tham gia vào Công ty Đông Ấn, một công ty cổ phần lớn của Anh buôn bán chủ yếu ở Viễn Đông. Năm 1615, ông được đề cử làm Giám đốc Công ty, cương vị mà ông nắm giữ đến hết đời. Sau khi Mun trở nên giàu sang và có địa vị xã hội, ông được bổ nhiệm vào một số Hội đồng và Ủy ban thường trực về thương mại của Anh vào năm 1622. Hầu hết các Ủy ban này đều ấn hành các báo cáo trong đó tên của ông được đăng cùng một danh sách dài tên các thành viên nhưng bản thân ông chỉ viết có 2 bài khảo luận về kinh tế.

## Tư tưởng kinh tế

### Khảo luận về thương mại từ Anh tới Đông Ấn
Tác phẩm đầu tiên của ông được xuất bản vào năm 1621 mang tên Khảo luận về thương mại từ Anh tới Đông Ấn (A Discourse of Trade from England Unto the East Indies) nhằm bảo vệ cho Công ty Đông Ấn chống lại những chỉ trích cho rằng việc công ty đã xuất vàng bạc sang phương Đông (để đổi lấy các đồ gia vị) và sự mất mát các kim loại quí này làm ảnh hưởng xấu đến nền kinh tế nước Anh. Tác phẩm này không nghiêng về tính chất trọng thương. Thay vì ủng hộ thặng dư thương mại và tích trữ vàng, Mun đưa ra mọi lập luận mà ông có thể nghĩ ra để ủng hộ Công ty Đông Ấn. Ông tuyên bố rằng các quốc gia trở nên giàu có đều do những nguyên nhân tương tự như các gia đình trở nên giàu có bằng cách tằn tiện và chi tiêu ít hơn so với thu nhập.
Tương tự như vậy, quốc gia và gia đình trở nên nghèo là do chi tiêu quá nhiều. Do vậy, ông lập luận, miễn là Công ty Đông Ấn làm ra tiền thì nó sẽ không làm cho nước Anh nghèo đi. Mun cũng chỉ ra rằng lương thực, quần áo và đạn dược là những hàng hóa thiết yếu, nên nhập khẩu những hàng hóa này sẽ làm tăng phúc lợi của Anh. Tuy nhiên, nhập khẩu những hàng hóa xa xỉ sẽ có hại cho nước Anh. Tiếp đó, Mun lập luận rằng Công ty Đông Ấn chỉ đang nhập khẩu những hàng thiết yếu cho tiêu dùng. Bảo vệ theo một cách khác, Mun cũng lập luận rằng thương mại với Ấn Độ sẽ cung cấp thị trường cho hàng xuất khẩu của Anh. Ngoài ra, thương mại với Ấn Độ làm lợi cho Anh vì nó loại bỏ được thương mại với Thổ Nhĩ Kỳ; nếu ngừng nhập hàng từ Thổ Nhĩ Kỳ để mua hàng của Ấn Độ, như Mun chỉ ra, nước Anh sẽ tiết kiệm được rất nhiều. Cuối cùng Mun lập luận rằng không phải tất cả hàng nhập khẩu xa xỉ đều có hại; một vài hàng nhập khẩu được các công ty Anh cải tiến, tinh chế và xuất khẩu trở lại, do vậy dẫn đến luồng kim loại quý ròng sẽ đổ vào nước Anh. Mun tuyên bố, hàng hóa nhập khẩu bởi Công ty Đông Ấn nhìn chung là cần cho các nhà xuất khẩu Anh.

### Của cải của nước Anh có nhờ ngoại thương
Nếu Khảo luận về thương mại từ Anh sang Đông Ấn khiến Mun trở thành người biện hộ cho Công ty Đông Ấn, thì cuốn sách thứ hai được xuất bản vào năm 1664 sau khi ông qua đời với nhan đề Của cải của nước Anh có nhờ ngoại thương (England's Treasure by Forraign Trade) đã làm ông trở thành một vị tiền bối quan trọng trong lịch sử tư tưởng kinh tế. Điều đáng lưu ý nhất đối với tác phẩm này là nhãn quan rộng hơn. Ông không cố bảo vệ Công ty Đông Ấn nữa, thay vào đó ông đứng trên quan điểm tổng thể quốc gia. Mun nhìn nhận thương mại nói chung, chứ không chỉ là thương mại của Công ty Đông Ấn, và ông chỉ ra rằng ngoại thương làm một quốc gia trở nên giàu có hễ khi nào nó dẫn đến thặng dư thương mại. Ông cũng xem xét các yếu tố làm cho một nước có thặng dư thương mại. Cuối cùng, tác giả đưa ra một loạt các đề xuất mà các nhà lãnh đạo nước Anh có thể thực thi nếu họ muốn cải thiện vị trí thương mại của nước này.
Cán cân thương mại chỉ đơn thuần là phần chênh lệch giữa xuất khẩu và nhập khẩu của một quốc gia. Khi một quốc gia có thặng dư thương mại thì xuất khẩu vượt nhập khẩu. Doanh thu từ việc bán hàng ở nước ngoài mà lớn hơn phần dùng để mua hàng từ nước ngoài sẽ được người nước ngoài trả. Trong thế kỷ 17, những khoản thanh toán này được thực hiện bằng kim loại quý là vàng và bạc. Do vậy, thặng dư thương mại làm cho một quốc gia có thể tích lũy của cải và làm cho nước đó giàu lên. Ngược lại, thương mại trong nước không thể làm cho nước Anh giàu lên vì phần thu được của một công dân sẽ là phần mất đi của một công dân khác. Ông cho rằng, để tạo ra thặng dư thương mại, nước Anh phải tự chủ và giảm nhu cầu hàng hóa nước ngoài. Người Anh cũng phải tằn tiện để có nhiều hàng hóa cho xuất khẩu hơn. Ông đặc biệt coi thường và không khuyến khích tiêu dùng hàng xa xỉ.
Khi cung tiền trong nước tăng do thặng dư thương mại, xuất hiện một nguy cơ tiềm ẩn là người ta có thể cố gắng mua nhiều hàng hóa hơn. Điều này làm cho giá trong nước tăng và cuối cùng gây ra thua lỗ xuất khẩu do hàng sản xuất trong nước trở nên đắt đỏ hơn khi bán ở nước ngoài. Nhưng ông lưu ý rằng, kết quả này có thể dễ dàng tránh được. Để bảo đảm luồng tiền vào từ nước ngoài thật sự làm lợi cho quốc gia thì tất cả tiền mới phải được tái đầu tư. Tái đầu tư cũng sẽ tạo ra nhiều hàng hóa hơn cho xuất khẩu trong tương lai. Ở đây, Mun thừa nhận tầm quan trọng của đầu tư tư bản, và ông xem cán cân thương mại dường như là một cách để tích lũy tư bản sản xuất. Tuy nhiên, Mun không muốn Nhà nước thu được thuế rồi sau đó lại chi tiêu xa xỉ hoặc lãng phí. Tiền thu được từ thuế phải được tiết kiệm nhằm để dành cho những lúc có tình trạng khẩn cấp, ví dụ như chiến tranh. Đồng thời, Nhà nước cũng không nên tích lũy quá nhiều tiền thu từ thuế, đến nỗi nguồn tạo ra tư bản quốc gia bị giảm sút. Để trung hòa, Mun đề xuất mỗi năm Nhà nước nên tích lũy một lượng thặng dư thuế so với chi tiêu để nó bằng với thặng dư thương mại hàng năm.